# Tutti a casa
Tutti a casa is een Italiaanse film van Luigi Comencini die werd uitgebracht in 1960.

## Rolverdeling
| Acteur             | Personage                      |
| ------------------ | ------------------------------ |
| Alberto Sordi      | Sottotenente Alberto Innocenzi |
| Eduardo De Filippo | Sir Innocenzi                  |
| Serge Reggiani     | ssunto Ceccarelli              |
| Martin Balsam      | Quintino Fornaciari            |
| Nino Castelnuovo   |                                |
| Carla Gravina      | Silvia Modena                  |
| Ugo D'Alessio:     |                                |